# Надписи в туалете

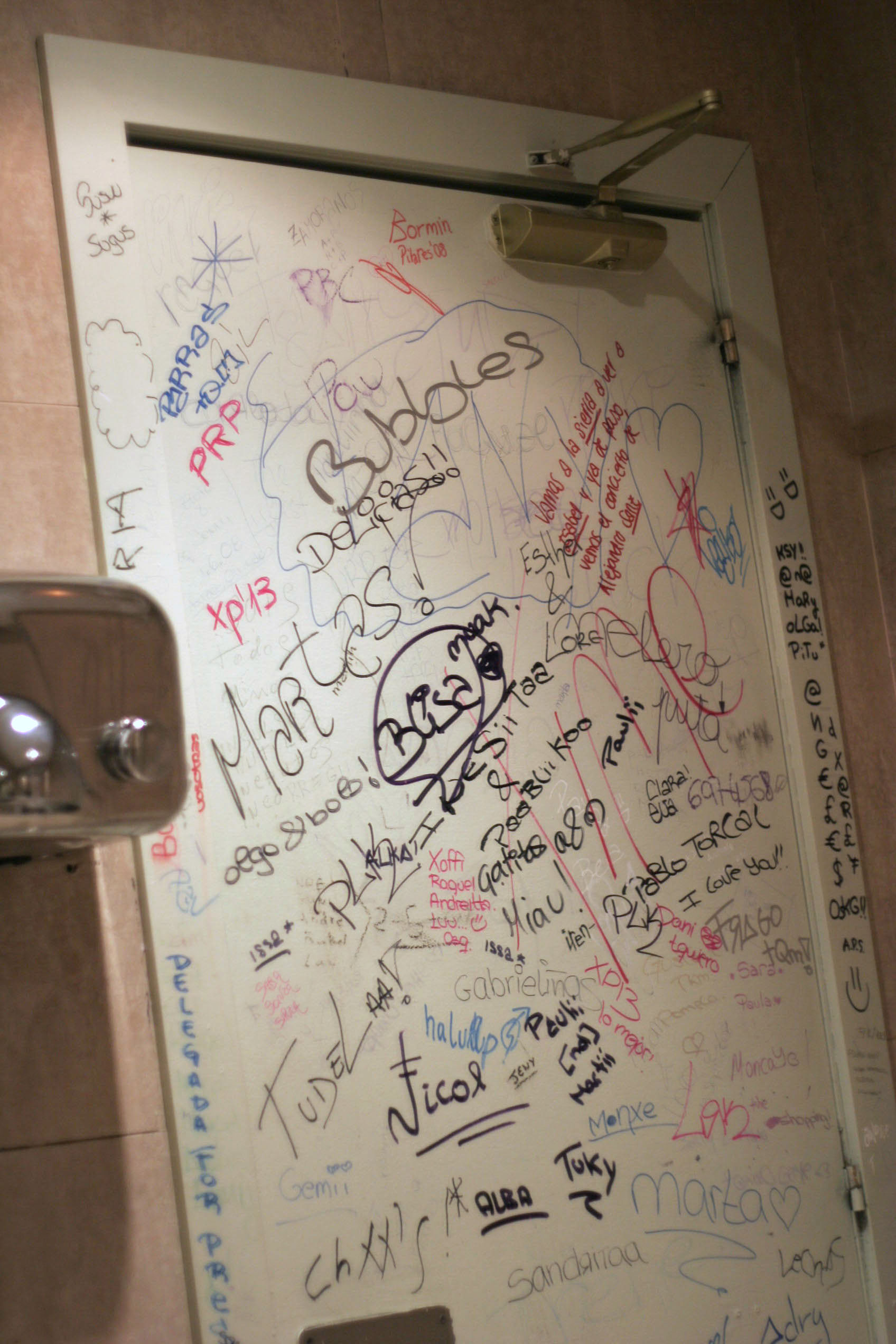
Исписанная дверь в туалете.
Сарагоса, Испания.

Надписи в туалете — намеренное нанесение различных изображений: надписей, рисунков или символов — на стены, унитазы, писсуары, умывальники, зеркала или двери мужских и женских общественных туалетов различным способом: они могут выцарапываться, выводиться ручкой, красками, губной помадой и другими субстанциями. Содержание надписей может быть самым разнообразным — от обсценной лексики и прочих надписей непристойного или сексуального содержания до обыкновенных стихотворных признаний в любви, прочего поэтического творчества или личных размышлений, политических комментариев, различных уничижительных рисунков или фраз, юмористических или абсурдных фраз или рисунков и даже математических формул. В большинстве случаев продолжительность существования туалетных надписей невелика, так как их смывают уборщики, но в некоторых случаях они могут просуществовать достаточно долго.
Туалетные надписи практически всегда делаются без разрешения владельца туалета и потому представляют собой вандализм и повреждение имущества, поэтому в законодательствах многих стран рассматриваются как правонарушение. Некоторые учреждения пытаются обуздать подобный вандализм, устанавливая в туалетах большие доски вместе с лежащим поблизости мелом, чтобы посетители туалетов использовали их для оставления надписей, а не делали их непосредственно на стенах или других предметах туалетного интерьера. Туалетные надписи часто являются предметом туалетного и пердёжного юмора и нашли отражение в некоторых произведениях искусства. Например, в рассказе Стивен Кинга «Всё, что ты любил когда-то, ветром унесёт» и его экранизации.

## Причины создания
Хотя чаще всего надписи в туалетах оставляются без преследования каких бы то ни было целей или с целью хулиганства, ложного самоутверждения или порыва творчества и самовыражения, это верно далеко не всегда. Некоторые надписи в общественных туалетах имеют вполне конкретное назначение: например, нередко в случае измены парня девушке или наоборот соперники пишут имя и номер телефона обидчика с целью досадить последнему. Нередко надписи в туалетах несут рекламные цели или являются новостями определённого круга лиц, посещающих тот или иной туалет (школа, институт, предприятие и так далее). Известны случаи того, как туалетные надписи вызывали общественное возмущение, — например, из-за угроз, написанных на стене туалета в американской школе, ученикам разрешили пропустить школу.
Психолог Вит Ценев выдвинул гипотезу о том, что надписи в туалетах являются замещением территориального инстинкта — в связи с прямохождением человек утратил возможность обнюхивать оставленные в качестве территориальной метки экскременты другого человека, а также потерял необходимую для идентификации чужаков остроту обоняния, и перешёл на царапины, зарубки и иные визуальные отметки, а с появлением письменности — на надписи. Преимущественное же распространение подобных надписей в туалетах вызвано запуском инстинктивного поведения под воздействием запаха экскрементов. Для обобщения таких лексических меток он использует неологизм «Туалексика».

## Средства написания
Для нанесения надписей на поверхностях стен или мебели туалетов, как правило, используются все наиболее доступные материалы для осуществления письма. Чаще всего применяются следующие материалы или приспособления:
- Любой острый предмет для выцарапывания надписей;
- Авторучки;
- Маркеры, фломастеры;
- Карандаши (простые и цветные);
- Сажа сгорающей пластмассы или свечей;
- Губная помада;
- Краска аэрозольных баллонов;
- Фекалии: в редких случаях;
- Мел, уголь или красный кирпич;
- Перочинные ножи, заколки или гвозди;
- Копоть от зажигалки (как правило, для нанесения надписей на потолок);
- Кровь (обычно из пальца).

## Происхождение, этимология и исследования
Несмотря на негативное общественное отношение, надписи в туалетах являются формой письменной и графической коммуникации людей и в самом широком смысле могут даже считаться частью литературы как вида искусства. Надписи в туалетах также являются частью письменной культуры человечества, так как документируют повседневное словоупотребление конкретной исторической эпохи. История туалетных надписей так же стара, как и история самой человеческой цивилизации: первые известные образцы надписей в туалете были найдены при археологических раскопках в отхожих местах античного периода.
Туалетные надписи являются предметом, пусть и редко, научных исследований, так как они могут отражать множество сведений об атмосфере в обществе или конкретном учреждении или давать представление о потребности людей в коммуникации. Изучение туалетных надписей может быть предметом исследования гуманитарных наук, например, в социолингвистике, науках о коммуникации, сексологических исследованиях и психологии. Один из известных исследователей в этой области — житель Вены Норберт Зигль.
Первые научные работы на эту тему опубликовал выходивший между 1904 и 1913 годами журнал Anthropophyteia — ежегодник по этнологическим, фольклорным и культурно-историческим исследованиям в области сексологии.
Немецкий журналист Беньямин фон Штукрад-Барре документирует в своей книге записи подобного рода в книгах отзывов посетителей, изречения на стенах туалетов, настенные каракули в смотровых вышках, тюремных камерах и другие преходящие письменные следы цивилизации.
Возможно, наиболее известным человеком, изучавшим надписи в туалете, был Алан Дандес, учёный-фольклорист из университета Беркли, который ввёл термин latrinalia (под ним надписи в туалете известны в англоязычном мире) в 1966 году для обозначения любого граффити, найденного в туалетах. Дандес противопоставлял его более распространённому ранее термину «туалетная поэзия», так как не все надписи в туалетах были в стихах или поэтической форме.
Слово latrinalia происходит от корня слова latrine («выгребная яма»). В немецком языке надписи в туалете называются Klospruch (буквально — «туалетная фраза»).